# Cucullia platti
Cucullia platti là một loài bướm đêm trong họ Noctuidae.